# Jan Adolf Hertz

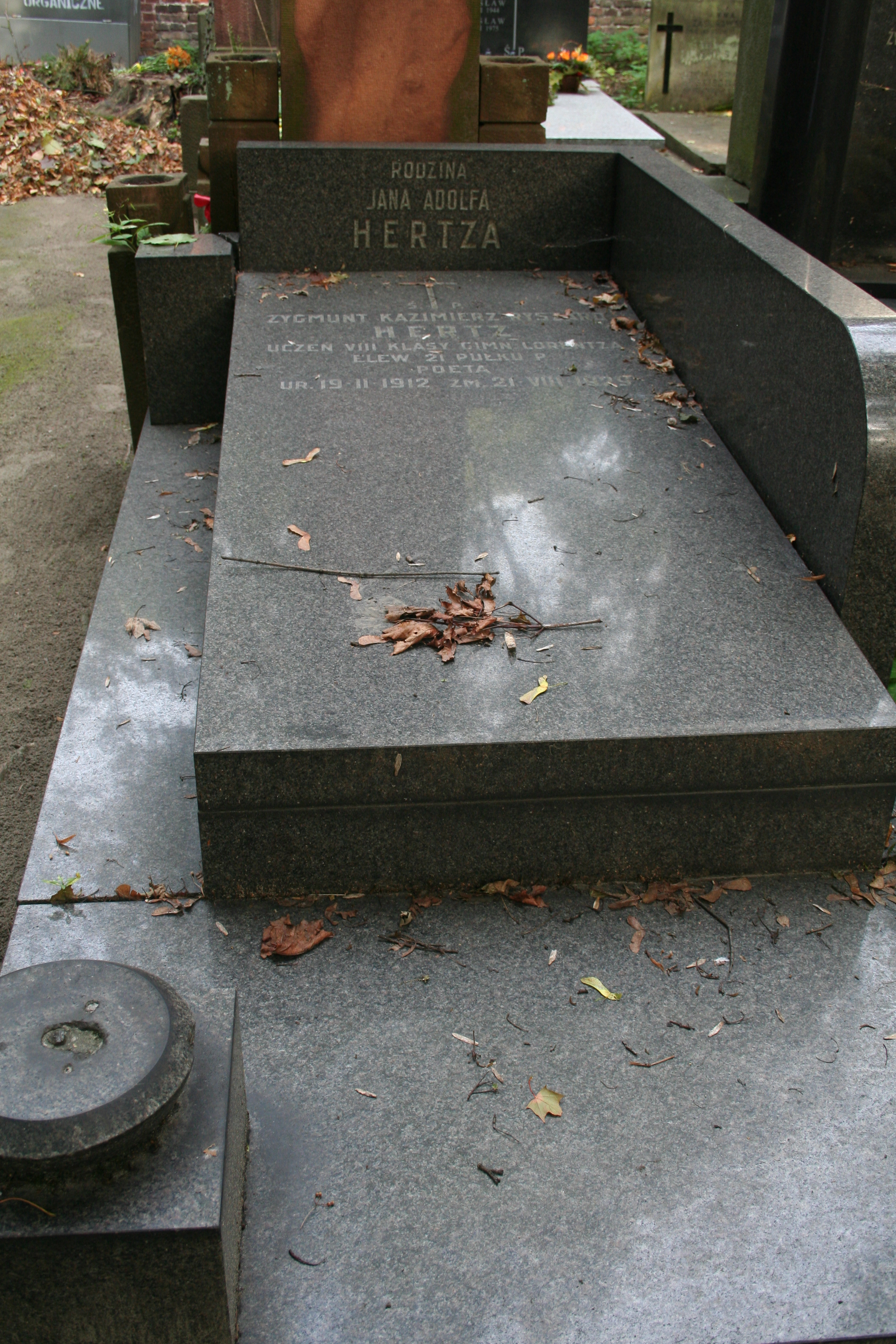
Grób Jana Adolfa Hertza na warszawskim cmentarzu Powązkowskim

Jan Adolf Hertz (ur. 9 lutego 1878 w Piotrkowie Trybunalskim, zm. 1943 w Śródborowie) – polski publicysta, dramaturg, poeta, krytyk teatralny i tłumacz.
Absolwent gimnazjum w Piotrkowie Trybunalskim.
Jako dziennikarz publikował m.in. w „Przeglądzie Tygodniowym”, „Niwie” i „Rozwoju”. Pierwszy tomik wierszy, zatytułowany Z teki wrażeń wydał w 1901 roku. Pierwszy sukces teatralny odniósł komedią U źródła cnót z 1910 roku. Do jego najpopularniejszych dzieł dramaturgicznych należą Książę Józef Poniatowski (1917) i Podróż poślubna pana dyrektora (1931).
Z utworów największy sukces odniósł Młody las (1916), sztuka oparta na prawdziwych wydarzeniach ze strajku szkolnego 1905 roku, który odbył się w gimnazjum piotrkowskim. Entuzjastycznie przyjęta przez krytyków, została zekranizowana przez Józefa Lejtesa w 1934.
Zmarł śmiercią samobójczą, gdy podczas II wojny światowej został aresztowany przez niemieckie gestapo.
Jego symboliczny grób znajduje się na cmentarzu Powązkowskim w Warszawie (kw. 205–IV–1).

## Twórczość (wybór)
- A teraz co?, 1904
- U źródła cnót, 1910 (komedia)
- Młody las, 1916
- Książę Józef Poniatowski, 1917
- Podróż poślubna pana dyrektora, 1931
- Przebudzenie
- Z teki wrażeń
- Związek dusz
- Cisza wieczorna